# 江口县
江口县是中华人民共和国贵州省铜仁市下属的一个县，在贵州东北部、沅江支流辰水上游。1913年设县，面积1869平方公里，2022年常住人口18.35万。2021年GDP为77.35亿元。邮政编码554400，县政府驻双江街道。
梵净山有部分位于江口县境内。

## 行政区划
江口县下辖2个街道办事处、6个镇、2个民族乡：
双江街道、凯德街道、闵孝镇、桃映镇、民和镇、怒溪镇、太平镇、坝盘镇、德旺土家族苗族乡和官和侗族土家族苗族乡。

## 交通
- 354国道过境。
- 杭瑞高速过境。